# Камбоджійська партія національної єдності
Камбоджійська партія національної єдності (кхмер. គណបក្សសាមគ្គីជាតិកម្ពុជា) — політична організація червоних кхмерів, що діяла в 1992-1997 роках.

## Історія
Була створена на базі Партії Демократичної Кампучії після завершення багаторічної війни та розпуску опозиційної коаліції. Вела збройну боротьбу проти влади Королівства Камбоджа, контролювала низку важкодоступних районів. Розпалась в результаті розколу в керівництві «червоних кхмерів».